# Sylvestra Le Touzel
Sylvestra Le Touzel (Londres, 20 de outubro de 1958) é uma atriz inglesa. Conhecida por seus trabalhos com personagens na televisão, rádio, cinema e teatro, ela começou sua carreira como atriz mirim antes de se dedicar a papéis adultos. 

## Carreira

### Televisão (1968–presente)
Le Touzel começou sua carreira aos dez anos de idade, interpretando uma criança que atormenta o Segundo Doutor na história de Doctor Who de 1968, "The Mind Robber". Mais tarde, ela estrelou Look and Read da BBC, aparecendo como Helen em sua série de 1971, The Boy from Space. Em 1983, estrelou como Fanny Price, a dramatização da BBC para Mansfield Park, obra de Jane Austen. Em 1985, Le Touzel co-estrelou com Bryan Pringle um anúncio de televisão da Heineken. Posteriormente, o anúncio alcançou a posição 29 na lista dos "100 Maiores Anúncios de TV" do Channel 4.